# Rafael Antonio Nazario
Rafael Antonio Nazario (también Raphael Antonio, o Raf Nazario) (Santurce, Puerto Rico, 30 de julio de 1952) es un pianista, compositor, arreglista y actor puertorriqueño. Nazario también hizo una carrera como chef, autor de libros de cocina y artículos sobre vinos.

## Primeros años
Rafael Antonio Nazario nació en Santurce, Puerto Rico; hijo de Elvira Piñeiro Prieto y Rafael Nazario Cardona. Su padre Rafael, prensista de profesión, fue el mayor de 18 hijos. Según la historia de la familia, su padre, Francisco Figueroa Nazario, fue uno de los fundadores de la revista Puerto Rico Ilustrado  junto a Romualdo Real y sus hermanos. Más tarde fundaron el periódico El Mundo (Puerto Rico). Su madre era de ascendencia canaria, portuguesa y holandesa. Su abuela paterna, Rafaela Serrano Cardona era de ascendencia española. Su abuelo materno, Amador Piñeiro Calfog, fue uno de los últimos superintendentes de la estación del tren en Puerto Rico.
Rafael, padre, mudó a la familia a Costa Rica cuando Nazario tenía tan solo unos meses y años después se establecieron en Jersey City, New Jersey, donde Nazario estudió en la Escuela St Aedens. Regresaron a Puerto Rico cuando Nazario tenía nueve años. Más tarde asistió al Colegio De La Salle en Bayamón. Fue en La Salle donde Nazario hizo sus primeras apariciones en obras de teatro.
Al graduarse de escuela secundaria, Nazario se marchó a Estados Unidos a estudiar música-composición, viviendo temporeramente con sus padrinos en Miami, Florida. Como  aún no tocaba ningún instrumento musical, ni había tomado clases de música, no fue  aceptado en ninguna de las universidades a las que solicitó. Sin embargo, el reverendo Michael J. Heppen, C.S.C., miembro de la junta de admisiones de la Universidad de Notre Dame, a la que Nazario había solicitado,  admiró la iniciativa del joven y lo invitó a enviar una solicitud a la Universidad de Portland, Oregón, donde el reverendo Heppen era Director de Admisiones. El Decano de la facultad de música de la Universidad, Philippe de la Mare, estaba ausente ese verano, habiendo regresado a visitar su antigua maestra, Nadia Boulanger, en Francia. Fue de esa manera que Nazario pudo ingresar a la departamento de Música de la Universidad de Portland a pesar de que todo su repertorio  consistía en menos de un minuto de la Sonata 'Claro de Luna' de Beethoven (en alemán, "Mondscheinsonate").
Durante su primer año de Universidad, un compañero de clase, Tim Gorman, lo instruyó en muchos aspectos de la música que se suponía debía conocer. Nazario pasó su segundo año de estudios en Salzburgo, Austria, donde también asistió a la Universidad Paris-Lodrön. Mientras estaba en Salzburgo, se unió a un miembro de un grupo de Teatro asociado a la Universidad Paris-Lodrön, actuando en obras dirigidas por Ilse Lackenbauer. Regresó a Portland de donde se graduó obteniendo un bachillerato en Música y Composición.
Su primera incursión como pianista y compositor fue a los 21 años en un concierto para piano y orquesta, como parte de su programa de graduación de la Universidad de Portland.

### Inicios de su carrera
Después de la universidad y una serie de distintos trabajos, se unió a una agrupación que interpretaba éxitos "top 40" y realizó una gira por los Estados Unidos, tocando principalmente en hoteles. Más tarde regresó a la Universidad de Portland para hacer estudios de maestría, trabajando de estudiante graduado como camarero y sumiller. Después de un breve período como sumiller en el Hotel Benson, Nazario fue reclutado para unirse al personal de un nuevo y elegante restaurante en la sección "Old Town” de Portland, donde también trabajo como ayudante de chef.
Pocos meses después, el chef cofundador, Fred Finger se marchó y Nazario asumió el papel de chef. No pasaron tres semanas de haber ocupado Nazario el puesto de chef que el restaurante recibió su primera y brillante crítica en el periódico Willamette Weekly.  Unas semanas después, el restaurante "Fingers" pasó a llamarse "The Norton House", en honor al edificio histórico que lo albergaba.

### Los Ángeles (1979 -1990)
Nazario se mudó a Los Ángeles y después de un breve período como cantante-pianista en un club de cabarét, trabajó como chef y gerente de Hugo's, un restaurante y tienda de productos gourmet en West Hollywood. Allí, Nazario alcanzó fama como chef, creando el menú y el formato de lo que se convertiría en un icono de la escena gastronómica de Los Ángeles. Hugo's en aquel entonces (1980-82) fue uno de los primeros restaurantes/café y tienda gourmet en un ambiente de café y bistró europeo.
Después de varios años, Nazario dejó a Hugo's para dedicarse a dar clases de cocina, gastronomía y degustación de vinos. Más tarde fue contratado como chef para dirigir la cocina del restuarnte "Bono's" (restaurante italiano del cantante Sonny Bono) por un plazo de tiempo. También trabajó como chef privado para el cantautor, Jackson Browne durante los preparativos para su gira musical titulada, "Lawyers in Love". También trabajó como consultor para el restaurante "Nucleus Nuance" diseñando el menú para la boda de Joni Mitchell.

### 72 Market Street, Venice, CA
Como destacado chef en Los Ángeles, a Nazario le había resultado difícil ser tomado en serio como músico. Sin embargo, habiendo dejado la cocina y después de varios meses tocando en un club llamado “At My Place” en Santa Mónica, logró la oportunidad de tocar el piano en un nuevo restaurante en Venice (Los Ángeles), 72 Market Street Oyster Bar & Grill, propiedad del productor y director de cine, Tony Bill (The Sting, Taxi Driver), junto con el actor y músico, Dudley Moore.  En poco tiempo Nazario se convirtió en el pianista principal, una residencia que duró seis años. También fue el director de la carta de vinos para el restaurante durante la mayor parte de ese período.  Según la revista 'LA Style', Nazario fue autor de una de las mejores cartas de vinos de la ciudad en ese periodo. Los Angeles Magazine, en su artículo "Best of L.A.", destacó a Nazario como uno de los tres mejores sumillers de la ciudad. Por otro lado, Caroline Bates en la revista Gourmet (dic. 1987) comentó sobre su carta de vinos y su "piano sofisticado" en una reseña sobre el famoso restaurante.
Durante este tiempo, Nazario también dirigía un trío para el programa en vivo para la estación KCRW, así como otros eventos relacionados con la NPR (National Public Radio). También participó en la 72 Market St. Lecture Series.
La clientela en 72 Market Street incluía una mezcla de artistas, pintores y escritores famosos, junto con amantes de la playa y locales. Durante sus años en Los Ángeles, Nazario vivió al borde de la fama. 
Durante ese período, Nazario también trabajaba frequentemente como comediante, actor de televisión y cine y también como compositor para anuncios. 

### Japón y de vuelta a California
Nazario dejó a Los Ángeles para trasladarse a Tokio, donde tocó el piano y cantó en clubes de jazz en Roppongi y actuó en comerciales de televisión japoneses. Después de casi dos años, regresó a los Estados Unidos con su joven familia y comenzó a cocinar nuevamente. Se hizo amigo de Thomas Keller, en aquel entonces, un chef emergente. Juntos trabajaron en un proyecto de libro llamado 'Mastering The Modern Classics' [inédito]. En 1992, Nazario, Keller y un amigo en común estaban juntos en Napa Valley cuando visitaban Long Vineyards, Bob Long mencionó que The French Laundry estaba a la venta. Inmediatamente fueron a ver las instalaciones y el lugar el cual Keller eventualmente convirtió en un restaurante de renombre mundial.
Mientras, durante ese periodo el continuaba activo en la música. La primera grabación de Nazario fue un "EP" en colaboración con James Pagano, ("The Titanics I - Hold The Ice" -1992). 

### México
Después de haber tomado un trabajo como chef en Portland, donde una vez más, se hizo muy conocido, Nazario se trasladó a Puerto Vallarta, México. Después de unos meses en Puerto Vallarta, tomo cargo de la cocina de Daiquiri Dick's, un restaurante fino en la Playa Los Muertos. Simultáneamente, Nazario había comenzado a escribir canciones en español poco después de llegar a México. Estos esfuerzos resultaron en su primer disco como cantautor, debutando en el mercado discográfico con la producción: Patria Añorada, el cual lanzó un año después. Este CD de canciones originales en una variedad de estilos hispanoamericanos,  presenta arreglos influenciados por el jazz y también incluye expresiones idiomáticas y vernáculas arraigadas en la cultura jíbara de Puerto Rico.
Como chef ejecutivo de Daiquiri Dick's, Nazario fue invitado a participar en el Festival Gourmet Internacional Archivado el 10 de agosto de 2020 en Wayback Machine. de Puerto Vallarta junto con una serie de eventos culinarios.  También apareció en varios programas de televisión y publicaciones en Estados Unidos. 
En 2000, Nazario escribió y diseñó un libro bilingüe de cocina, La Arena Bajo Sus Pies ("Sand in Your Shoes"), Ⓟ 2001.  Este libro más tarde llamó la atención de la fundación James Beard en N.Y. quienes invitaron a Nazario como Chef invitado al instituto. En agosto de 2004, él y su equipo fueron a la ciudad de Nueva York donde prepararon una cena de gala de alta cocina mexicana en el instituto, James Beard House Archivado el 20 de diciembre de 2016 en Wayback Machine..

### Australia
En 2005, Nazario se mudó a Australia, donde cofundó el concepto y creó las recetas para una nueva empresa de restaurantes mexicanos, Guzmán y Gómez. Abrieron la primera tienda en Newtown, NSW, en octubre de 2006. Aunque el restaurante fue muy exitoso Nazario y su socio se separaron en marzo de 2007. Más tarde ese año, él asesoró y creó las recetas para otra nueva cadena de restaurantes mexicanos, Mad Mex Fresh Mexican Grill.

#### Regreso a la Música y Teatro
A mediados de 2009, Nazario dejó el ámbito culinario para dedicarse una vez más a la música. Cuando comenzó a enseñar piano, su primera alumna fue Joanna Weinberg, quien sin saberlo en ese momento era cantante y actriz de teatro musical muy respetada en su país natal, Sudáfrica. Nazario más tarde produjo y arregló el disco, "The Piano Diaries" de la Sra. Weinberg. También colaboró con la Sra. Weinberg en una canción, 'Don't Give Up', que apareció en la película, 'Goddess' (2013), basada en una obra teatral que ella había creado. En 2012 y 2013 Nazario también dirigió obras de teatro en Sídney, como por ejemplo, "Sure Thing" (reseña en inglés).  Al mismo tiempo, también trabajó ocasionalmente como actor, principalmente haciendo comerciales de televisión, como por ejemplo para M&Ms o la compañía Cisco (Cisco Systems).
En 2013, Nazario formó un conjunto latino, “Trio Sol”. Ese mismo año fue invitado a tocar en el Festival de Jazz de Thredbo, NSW (2013) Archivado el 19 de abril de 2020 en Wayback Machine. En el 2014, Nazario fue nuevamente invitado donde apareció con un septeto, "Brasil Sete". En los años intermedios lanzó varias grabaciones en distintos estilos y fue compositor y supervisor de música para la serie web,  Hunter n Hornet (enlace en inglés).

## Obras

### Discografía
Patria Añorada (1999, 2004)
PianoForte 1
PianoForte 2
Piano Solo
Busco Otro Corazón
Celadon Rain 紫 の 雨 (enlace roto disponible en Internet Archive; véase el historial, la primera versión y la última).
Murasaki 紫 の 雨 (enlace roto disponible en Internet Archive; véase el historial, la primera versión y la última).
Mariposa Azul 青 い 蝶 の 雨 (enlace roto disponible en Internet Archive; véase el historial, la primera versión y la última).
Helen (The "Hello" song)
The Titanics 1 — "Hold the Ice" (con James Pagano)

### Libros (autor y diseñador)
La Arena Bajo Sus Pies (“Sand In Your Shoes”) Ⓟ2001, Libro de cocina bilingüe, español/inglés, 243 páginas, ISBN-10: 9685547009

### Filmografía (parcial)
Actor (9 créditos)
Wild Boys (Serie de TV); Episodio #1.13  (2011) ...Pianista
Nowhere Man (Serie de TV); "Turnabout" (1995) ...empleado de motel 
Crazy People  (Película, 1990); Conductor de taxi
Doogie Howser, M.D. (Serie de TV); "Greed Is Good" (1990) ... Director de escena (como Rafael Nezario) 
I, Madman  (Película, 1989); Lyle, empleado del hotel (como Rafael Nazario)
Moonlighting (Serie de TV con Bruce Willis); “ Those Lips, Those Lies" (1989) ... Camarero #2 (como Rafael A. Nazario) 
The Bronx Zoo (Serie de TV con Ed Asner); "Crossroads" (1988) ... (rol no descrito) 
St. Elsewhere (Serie de TV); “Curtains" (1988) ... Hombre en la galería… (como Rafael A. Nazario) 
Boogeyman II  (Película, 1983): Harvey (como Raf Nazario)